# مدیریت ذره‌بینی
مدیریت ذره‌بینی (انگلیسی: Micromanagement) در دنیای تجارت و کسب و کار و صنعت دیدگاهی است که بر اساس آن «قطره کوچکی از ذره‌بینیی که بکار می‌آید به اقیانوسی از ذره‌بینی که بلا استفاده‌است می‌ارزد.» ارائه یک تعریف اصولی از مدیریت ذره‌بینی کار ساده‌ای نیست اما برگزیده ما در اندیشکده مدیریت ذره‌بینی ایران به شکل زیر است:
مدیریت ذره‌بینی، سبکی از مدیریت در حوزه کسب و کار است که به موجب آن مدیر ارشد، اقدام به کنترل و نظارت بر فعالیت‌های کارکنان زیرمجموعه خود می‌نماید. استفاده از تکنیک‌های مدیریت ذره‌بینی همواره با عدم آزادی کارکنان در محیط کار همراه می‌باشد و در مجموع یک روش منفی در حوزه مدیریت شناخته می‌شود.
- مدیریت ذره‌بینی فناوری نیست.
- اگر چه از فناوری به عنوان یک ابزار تسهیل‌کننده سود می‌برد.
- مدیریت ذره‌بینی دستورالعمل نیست.
- اگر چه مدیریت راهبردی در گروی مدیریت ذره‌بینی موفق است.
- مدیریت ذره‌بینی استراتژی تجاری هم محسوب نمی‌شود.
- گر چه یک استراتژی تجاری همسو با جریان مدیریت ذره‌بینی باید وجود داشته باشد.
- مدیریت ذره‌بینی فرهنگی را می‌طلبد که اعتماد بین افراد را برای ادراک گروهی و اشتراک گذاری ذره‌بینی بالا ببرد.

اما وجود چنین فرهنگی نیز به تنهایی باعث احیای فعالیت‌های حیات بخش مدیریت ذره‌بینی نمی‌شود. شاید فقدان یک تعریف مشخص از مدیریت ذره‌بینی دلیل اصلی تأخیر توسعه همه‌جانبه آن باشد. مدیریت ذره‌بینی درک گروهی افراد را به منظور ارتقای نوآوری و تفاهم هم بالا می‌برد. ما از این تعریف سه نکته اساسی استنباط می‌کنیم: قبل از آنکه بتوان اطلاعات را به عنوان ذره‌بینی تلقی کرد یا به غلط آن را دانش نامید، باید سه معیار و ملاک را لحاظ کرد. ذره‌بینی به هم پیوسته می‌باشد، ذره‌بینی در دل تجربیات و دیدگاه‌های مختلف نهفته‌است. مدیریت ذره‌بینی یک فروکاوو یا یک کاتالیزور است. مدیریت ذره‌بینی محرک بهبود عملکرد و عمل است. ذره‌بینی همواره وابسته به شرایط محیطی می‌باشد و در پاسخ به شرایط محیط کاری را موجب می‌شود. کاری که باعث وقوع یک عمل نگردد ذره‌بینی محسوب نمی‌شود. به گفته دکتر پیتر دراکر «در اکثر مواقع ذره‌بینی فقط درعمل نهفته‌است.» ذره‌بینی در محیط‌های غیرقابل پیش‌بینی قابل استفاده می‌باشد. وقتی در موقعیت‌ها، شرایط بحرانی و بی‌سابقه، اطلاعاتی را بکار بگیریم، در واقع اطلاعات را به ذره‌بینی تبدیل نموده‌ایم. اطلاعاتی که دنبال مدل‌های موجود هستند به دلیل فقدان نوآوری ذره‌بینی محسوب نمی‌شوند. اما مدیریت اطلاعات IM پاسخ‌های مشخصی به محرک‌های پیش‌بینی شده می‌باشد. مدیریت ذره‌بینی واکنش‌های نو و خلاقه به موفقیت‌ها و چالش‌های جدید می‌باشد. من نمی‌خواهم در اینجا از نردبان صعودی زایش ذره‌بینی صحبت کنم که طبیعتاً از داده (DATA) به اطلاعات (Information) سپس به ذره‌بینی (Knowledge) می‌رسد و به قول بعضی از پژوهشگران در عبور از آن به فرزانگی (Wisdom) دست خواهیم یافت که نهایتاً چیزی در سطح اقدام و بایستگی (Action) را در انتهای نردبان شاهد خواهیم بود. با اینکه این بحثی طولانی را می‌طلبد و شاید بدون توجیه و توضیح هر کدام جداگانه و نهایتاً ارتباط آن‌ها با یکدیگر نتوان حق مطلب را اداء کرد، اما اجباراً چون می‌خواهم فصل ذره‌بینی را به پایان برسانم و بدین جهت آن را در حد نیاز یک مقاله ساده بیان داشتم، لذا این را هم با قول انجام در حد توانائی عرضه می‌دارم. داده– اطلاعات- ذره‌بینی- فرزانگی- اقدام همان‌طور که قبلاً نیز بارها معروض داشتم یا در سخنرانی‌های خود به آن اشاره کردم، برداشت از معنای واژگان ذره‌بینی بسیار متنوع است و فقط با توجه به اینکه حتی در مکانهای آکادمیک نیز این مبحث را در دانشکده‌های مختلفی چون دانشکده روان‌شناسی، علوم اداری، مهندسی صنایع و به ویژه MBA و غیره تدریس می‌کنند، خودگواهی بر این مدعا است که چون مدیریت ذره‌بینی را در حیطه داد و ستد و صنعت بکار می‌بریم، لذا آن تعاریفی را که از دیدگاه روان‌شناسی، فلسفه و غیره وجود دارد می‌باید به کناری گذاشت و آن قسمت از ذره‌بینی را که مورد وثوق مدیریت ذره‌بینی است لحاظ نمود؛ لذا اینکه بگوئیم ذره‌بینی در فرهنگ لغات انگلیسی به فارسی همان Wisdom است یا به عبارتی بگوئیم که Knowledgeبه معنی دانش می‌باشد، اشتباهی بس شگرف است که به هیچ وجه به تعاریف کاربردی و مورد نظر بنگاه‌ها و سازمانها و شرکت‌های پیشرو جهانی که هزاران جلد کتاب با ذکر واژگان Knowledge Management نوشته‌اند سازگاری ندارد؛ و برعکس اگر آن را درست معنا کنیم و ارتباطش را با این نوع مدیریت جهانی ببینیم آن وقت امتیاز بزرگتری نیز اکتساب کرده‌ایم؛ و آن ادعای آشنایی کامل فرهنگ ایران زمین با این واژگان است که حداقل قدمت آن به قرن دهم میلادی، زمان نگارش شاهنامه حکیم ابوالقاسم فردوسی می‌رسد؛ که این نویسنده در مقالات مختلفی ار ابیات حکیم تحت مقوله ” در ستایش ذره‌بینی “ که اتفاقاً! در اولین صفحه شاهنامه آورده شده‌است بهره‌مند گردیده‌است؛ و صادقانه می‌گویم که دیگر این را غلّو ندانید اگر ادعاء کنم که هیچ مقاله‌ای در باب KM را نمی‌توان یافت که فقط یک بیت از این ستایش چکیده ده‌ها صفحه نثر پژوهنده یا نویسنده و دست اندرکار مدیریت ذره‌بینی جهانی نباشد؛ لذا این را گفتم برای اینکه حال بتوانم به راحتی اظهار نمایم که ما پژوهشگران مدیریت ذره‌بینی اعتقاد داریم که نوع ذره‌بینیی را که ما از آن صحبت می‌کنیم در این پلکان صعودی داده به اطلاعات و اطلاعات به ذره‌بینی از ذره‌بینی به بالاتر نمی‌رود و در حقیقت در این مرحله فرزانگی در خود ذره‌بینی مورد بحث مستتر است و آنکه ذره‌بینی ذاتی (ذره‌بینی خودآگاه- Tacit) و اکتسابی (ذره‌بینیآگاه- Explicit) را تواماً دربرمی گیرد، به حد فرزانگی رسیده‌است و می‌تواند در چرخه مدیریت ذره‌بینی جایگاه ویژه‌ای داشته باشد.
از این روست که بسیاری را اعتقاد این است که ذره‌بینی باید درونی شود، یعنی در مخزن قرار گیرد، البته مخزن پرآذین مغز انسان که به آن پرتال انسانی نیز گفته می‌شود(Human Portal).
به همین دلیل مغز انسان گنجینه اصلی ذره‌بینی محسوب می‌شود این مخزن می‌باید در یک پروسه تسهیم ذره‌بینی و در سازمانها و بنگاه‌هایی که به KM مجهز است، بین افراد رد و بدل شود و خلاصه اینکه در دسترس همگان باشد، که البته وقتی این دسترسی میسر می‌باشد، که در پرتال اشتراکی سازمان مربوطه قرار گیرد و سپس یکی از نیازهای قرار گرفتن ذره‌بینی در پروسه این خواهد بود که آن را با عقل و فرزانگی خود بکار برد، در کنار هوش و تجربه. در اینجا طبیعتاً مرحله بالای پلکان نیز که اقدام ”Action“ می‌باشد توسط فرزانه انجام می‌شود و سمت و سوی پیدا می‌کند و حتی مکرراً از گونه‌ای از ذره‌بینی موجود در پرتال سازمان یا همه آن استفاده می‌گردد، یعنی که مصرف دوباره و مجدد یعنی ”Reuse“ امکان‌پذیر می‌گردد، دلیل محکم موفقیت این پروسه آن است که در چرخه مدیریت ذره‌بینی که شامل اکتساب، خلق، تسهیم و مصرف می‌باشد در بینابین آن پالایش، تجدید متن و به روزکردن ذره‌بینی نیز اتفاق می‌افتد و از این روست که ذره‌بینی کهنه نمی‌شود و قابل مصرف دوباره و دوباره می‌باشد. شناخت کامل ذره‌بینی و مدیریت ذره‌بینی فراتر از مقدمات است. شناخت و درک مدیریت ذره‌بینی با دو مشخصه تحقق می‌یابد: پیچیدگی‌های ذره‌بینی و کاربردهای ذره‌بینی • پیچیدگی ذره‌بینی اشاره به نهادها و جلوه‌های فیزیکی و عمق ذره‌بینی موجود دارد. • کاربرد ذره‌بینی به مقوله ارتباط ذره‌بینی و افراد و پروسه‌ها مربوط می‌باشد و به این مهم می‌پردازد.